# Анонимно индустриално дружество
Анонимното индустриално дружество е създадено в Балчик през 1907 г. от вече съществуващи акционерни дружества и акционери, закупили акции с цел построяването на голяма мелница за производство на брашно и други продукти от житото на Добруджанския крайморски край.
Тази инициатива и нейната реализация са доказателство за предприемчивия дух, за стопанската далновидност и енергия, с която в началото на ХХ век хората от този регион се включват в индустриализацията на освободена България. Изградената мелница е наричана индустриалната перла на Южна Добруджа и до днес, макар и вече неработеща, е символ на Балчик.

## Стопанство на Южна Добруджа в началото на ХХ век
Земеделското производство на зърнени храни, наложило се като основен поминък на населението в Южна Добруджа, е предпоставката за насоките при развитието и на промишлеността в региона. Природните и климатичните условия благоприятстват именно такова развитие на земеделското производство. В изследванията на учени от БАН, създали „История на Добруджа“ по статистически данни установяват, че орната земя в Южна Добруджа за периода 1908 – 1912 г. е 67%. За Добричка околия орната земя е 65%, а за Балчишка околия тя е 71,5% Огромната част от тази обработваема земя (около 85%) е засявана със зърнени храни.
За този период се произвеждат по 324 820 t зърнени храни годишно и това представлява 15% от годишното производство на България, което я определя като житницата на държавата. Около 200 000 t от произведените храни се продават във вътрешните и междунарадните пазари. През 1903 г. само в Добричка и Балчишка околии са закупени 55 000 t брашно, което е показателно за потребността от такъв продукт за вътрешния и международния пазар.
Тясната насоченост към такова производство създава предпоставки за едро търговско земеделие. Наличието на работна земя и липсата на сезонна заета работна ръка, особено в източната част на Южна Добруджа, е причина за модернизация на земеделското производство с обработващи машини – железни брани, сеялки, редосеялки, жетварки, косачки.
Възможностите за продажбата на зърнени храни и на продукти произведени от тях, създават предприятия от фабричен тип, което е част от индустриализацията на България в началото на XX век. Възможностите за делови търговски контакти и износ на храни чрез речните пристанища на Дунав и морските пристанища във Варна, Балчик и Каварна, са причината за изграждането на големи мелници във Варна, а в първото десетилетие на века в Балчик, Добрич и Силистра и много по-малки, в селата, които използват природните дадености за задвижваща двигателна сила.
По брой на ангажираните лица в занаятчийството и промишленото производство, статистиката от това време (1900 г.) дава следната оценка:
- шивачество и обущарство – 32,4%
- мелничарство, хлебарство и млекопреработване – 18,9%;
- железарство, медникарство, производство и ремонт на земеделски инвентари машини – 18,8%;
- коларо-железарство – 6,72%;
- кожарство, сарачи и хамутчийство – 5,0%;
- търговия и кредит – 3 – 4%.

В Южна Добруджа най-голямо и бързо развитие има мелничарството.
Около 1/5 от градското население се занимава със земеделие. Градското население нараства бавно, поради развитието на аграрното производство, създаващо поминък по местоживеене. Въпреки това в градовете се преместват крупни земевладелци и земеделски производители, които създават търговски контакти и влагат капиталите си в недвижими имоти и други нови стопански дейности. Това утвърждава градовете като стопански центрове, в които се разраства промишлено производство и се засилва кредитната и банкова дейност.

## Анонимно индустриално дружество
Изграждането на мелничните предприятия е дело на частна инициатива и капитали. Значителното производство на зърнени храни, специализираното балчишко пристанище за износ на насипни товари активира местни едри земевладелци търговци. В навечерието на Балканските войни в Балчик има агенция на Българската народна банка и клон на Българската земеделска банка, които са държавни кредитни учреждения. Организирани са частни акционерни дружества, едно кооперативно кредитно дружество, има и повече от 50 житарски, банкерски и търговски къщи, които работят с крупни капитали. Частните акционерни дружества задоволяват с кредитиране изграждането на големи индустриални предприятия. През 1907 г. съществуващите в Балчик четири акционерни дружества „Съединение“, „Добруджа“, „Орач“ и „Напредък“ основават пето по ред дружество с наименование Анонимно индустриално дружество (на фирмената бланка изписвана и като Société Anonime Industrielle). Учредителите внасят по 100 000 лв. и от продажбата на акции, дружеството стартира с основен капитал 500 000 лв. Членовете на създаденото дружество са заможни балчиклии – А. Ючормански, П. Гаврилов, Т. Гаврилов, Ив. Щерев, Г. Караяшев, Д. Даракчиев, С. Димитров, Никола Костов, Н. Ючормански и др.
Анонимното индустриално дружество предприема действия за построяване на крупно индустриално предприятие – мелница, като използва голямото производството на пшеница в района и възможностите за търговия и износ с произведените продукти, поради наличието на пристанище. Строителството на най-голямата мелница в България започва през юни 1909 г. по планове на G.Luther A.G.Braunschweig. В строителството се прилага изграждане с железобетонни строителни елементи от фирмата Tietbau – und Eisenbetongesellschaft-Munchen, само 9 години след като такава строителна технология е използвана за пръв път в Мюнхен. Изградената пететажна сграда с площ 1120 m2 е уникална и става символ на Балчик. За пръв път в България вместо дървени, са построени бетонни силози за съхранение на закупеното зърно. Разположена на брега на морето в непосредствена близост с пристанището, с размерите си тя е не само символ, но и сериозен брегови ориентир.
Мелницата е открита през юни 1910 г. В строителство, съоръжения и машини, Анонимното индустриално дружество е вложило капитали както следва:
- за място за строителство – 720 000 лв.;
- за постройка – 552 000 лв.;
- в машини – 421 660, или общо 1 694 500 лв.[5]

Според оценката построената мелница в Южна Добруджа е една от най-модерните не само в България, Балканския полуостров, но и в Европа. Тя е най-голямата в България и в коментарите от онзи период от време е наричана индустриалната перла на Южна Добруджа.

### Мелнична технология
Идеята за крупно производство на брашно, грис и създаването на корпус за производство на макарони и фиде е удачно, защото суровината за производство е една – висококачествено твърдо добруджанско жито. Освен това използвани са всички модерни до момента технически средства за идеално почистване на зърното, малък шум и автоматизиран производствен процес с малко на брой работници. Производството на макарони също е автоматизирано. В мелницата се работи на две смени по производството на брашно и грис и на една смяна по производството на макарони. При висока автоматизация на процесите на складирането, обработката на зърното и опаковката на готовия продукт, в мелницата са работели общо 30 души.
Мелницата на Анонимното индустриално дружество се задвижва от дизелов двигател с мощност 210 hp. Процесът на изсипването на житото в кладенците и съхранението в силозите е автоматизирано и зърното се пречиства, селекционира, а след измиване и изсушаване преминава през валцовите машини. Автоматизиран е и процеса по пресяването от ситата на различните по големина фракции на смляното брашно. От ситата по различни улей брашното се насипва в чували на автоматичен кантар за отмерване на количеството.

### Производство
Произвеждат се основно 3 продукта: брашно, грис, макарони и фиде (нов, почти непознат продукт за страната).
Производственият капацитет за денонощие са 7 вагона брашно, 1 вагон грис и 600 kg макарони. Този производствен капацитет основно се определя от търговските договори за доставка. Производственото натоварване на мелницата започва на 20 август 1910 г., а производството на грис и макарони и фиде на 1 март 1911 г. По качество брашното произведено тук е на първо място в България и един чувал брашно при износ се продава най-скъпо в сравнение с произведеното в други мелници в България.

### Пазари
Мелницата на Анонимното индустриално дружество пласира произведеното брашно в борсите в Цариград, Солун, Александрия (Египет) и остров Крит при остра конкуренция и неблагоприятна стопанска конюктура. Въпреки това на практика 2/3 от продукцията се изнася и продава чрез тези крупни пазарни средища. Затруднения при извършвана на търговската дейност има и от липсата на модерно
балчишко пристанище. Така наречената „Големата скеля“ за товарене на кораби е изгнила и се клати, железните елементи са разядени от солената вода, а натоварването на продуктите се извършва чрез носене на гръб от върволица от докери. Освен нея има и още няколко по-малки скели, но няма изграден голям и удобен кей, който да позволи приближаването на кораб за директно товарене, а се използват помощни големи лодки (мауни) за превозване на товара от скелята до закотвения в морето кораб.

## Стопански застой
През лятото на 1913 г. Южна Добруджа е анексирана от Румъния. Стопанският застой в резултат на Балканските войни прераства в криза. В завзетите от румънските власти добруджански земи се налага брутално управление, насочено към ограбване, реквизиции и изнасяне на всичко произведено от региона към вътрешността на Румъния. Взетото решение от румънските власти да се премести житната търговия от Балчик в Добрич затруднява снабдяването със суровина на тази мелница с голям производствен капацитет. Със суровина се снабдяват трудно и други подобни фабрики и занаятчийски работилници, чувства се и остра нужда от резервни части и материали за нормална производствена дейност.
При освобождаването на Балчик, след проведен морски десант в рамките на вече започналата военна офанзива на българската войска по време на Първата световна война, в мелницата на акционерното дружество се съхраняват 3000 t жито, 4000 t трици и 1 t макарони. Само 30 часа по-късно, на 7 септември 1916 г. руски военни кораби подлагат на унищожителна морска бомбардировка мелницата, пристанищата и житните магазии в Балчик и Каварна. Целта на този акт е разрушаването на мелницата – крупния производител на храна, който работи близо до военните действия и може да подкрепи настъплението на ІІІ българска армия. Артилерийските удари са нанесени от корабите на 2 – 2,5 km от брега. В донесение на началника на флота от 7 септември 1916 г. се отбелязва, че в резултат на стрелбата мелницата е унищожена.
Българска комисия, обследвала мелницата за нанесените поражения, излиза с преценка за щетите и необходимите средства за възстановяването на разрушените постройки, машини и унищожени продукти и суровина за производство. Общите загуби са както следва:
– в стоки – 1 462 100 лв.;
– в машини – 1 712 370 лв.;
– в постройки – 1 000 000 лв. или общо 4 174 470 лв.
С ликвидирането на балчишката мелница на Анонимното индустриално дружество е ликвидирано едно крупно индустриално предприятие. По-малките мелници в Добрич, Балчик и Каварна и на други места не работят поради липса на гориво и ремъци или поради опожаряването им от румънците. Това затруднява изхранването на армията в Добруджа и се налага произведеното тук жито да се превозва във Варна и Девня за смилане. При ежедневни нужди на армията от 8 до 10 вагона брашно, разрушаването на мелницата (с дневен производствен капацитет 12 вагона), причинява значителни затруднения при извозването на храни за ІІІ българска армия.

## Южна Добруджа в стопанството на Румъния
Стопанското развитие и значение на Южна Добруджа не е важно за Румъния. Управляващите режими се интересуват от стратегическото значение на окупираните земи и увеличаването на дунавската и черноморската зона. От 1919 до 1940 г. се увеличават репресиите и ограбването на българското население и основна цел е румънизирането, а не производството на зърнени храни. В Балчик остават да работят три по-големи воденици и мелници – на братя Събеви и акционерно дружество „Калиакра“. Трудно оцеляват няколко дребни индустриални предприятия и за този период не е построено нищо с румънски капитали. Най-голямото индустриално предприятие на акционерното дружество – мелницата, въпреки опитите да се възстанови е ликвидирана поради нерентабилност през 1925 г.

## Сградата на мелницата днес
Ремонт на фасадата е правен през 2011 г., като не е ремонтирано източното крило, в която се е помещавало производството на фиде и макарони. Има тенденция да се инвестират средства за придаване на нови функции на сградата на мелницата, като се създадат условия за дейности свързани с културата. Последният етаж се подготвя за ателиета на художници. Първият етаж се подготвя за създаването на голям информационен център. Оформя се и голямо помещение салон за провеждане на масови мероприятия.